# Оверків Хутір
41 кіломе́тр — залізничний зупинний пункт Конотопської дирекції Південно-Західної залізниці.
Розташований неподалік від села Бондарівка Сосницького району Чернігівської області на лінії Бахмач-Пасажирський — Деревини між станціями Бондарівка (3 км) та Макошине (7 км).
Станом на лютий 2020 року щодня дві пари дизель-потягів прямують за напрямком Бахмач-Пасажирський — Сновськ.